# Linfonodos paraesternais
Os linfonodos paraesternais (ou glândulas esternais) estão localizados nas extremidades anteriores dos espaços intercostais, ao lado da artéria torácica interna.
Eles derivam aferentes da região da mama; das estruturas mais profundas da parede abdominal anterior acima do nível do umbigo; da superfície superior do fígado através de um pequeno grupo de glândulas que estão por trás do processo xifóide; e das partes mais profundas da porção anterior da parede torácica.
Seus eferentes geralmente se unem para formar um único tronco de cada lado; isso pode se abrir diretamente na junção das veias jugular interna e subclávia, ou a do lado direito pode se unir ao tronco subclávia direito e a do lado esquerdo ao ducto torácico. Os linfonodos paraesternais drenam para os troncos broncomediastinais, de maneira semelhante aos linfonodos intercostais superiores.